# Raclette mineiro
O queijo Raclete Mineiro é feito de leite de vaca cru na região serrana do município de Almenara a 900 m de altitude. É um queijo semiduro com maturação de 30 a 60 dias com sabor levemente picante, pouco salgado e final adocicado. É usado principalmente para a preparação do prato típico suíço Raclette e para hambúrgueres sofisticados. É produzido com uma receita original de Valais cujo preparo é extremamente simples: basta aquecer o queijo até que ele comece a derreter e então você o raspa. A palavra "racler" em francês significa raspar  e o queijo é servido com batatas cozidas e outros acompanhamentos.